# Amplicoelidia lata
Amplicoelidia lata är en insektsart som beskrevs av Nielson 1992. Amplicoelidia lata ingår i släktet Amplicoelidia och familjen dvärgstritar. Inga underarter finns listade i Catalogue of Life.